# ۶۶ (قمری)
۶۶ (قمری)، شصت و ششمین سال در گاهشماری هجری قمری است. اول محرم این سال برابر با یازدهم اوت سال ۶۸۵ میلادی است.

## رویدادها
- ۱۴ ربیع الاول، قیام مختار ثقفی

- گریختن عبدالله بن عزره خثعمی به بصره.

- ۲۰ ذیحجه،خارج‌شدن ابراهیم بن مالک اشتر از کوفه برای جنگ با ابن زیاد.

## درگذشتگان
- مرگ شمر ابن ذی‌الجوشن توسط یاران مختار ثقفی

- جابر بن سمره

- عمر بن سعد (بنابر قولی)

- خولی بن یزید اصبحی

## وابسته
- امامه بنت زینب